# Potok zza Skałki
Potok zza Skałki – dopływ potoku Filipka spływający Żlebem za Skałką w polskich Tatrach Wysokich. Na mapach turystycznych zazwyczaj nie ma nazwy. Spływa w kierunku północno-wschodnim doliną między grzbietami Filipczańskiego Wierchu i Łężnego Wierchu. Dolina jest porośnięta lasem, w górnej części ma charakter skalistego żlebu. Potok zza Skałki uchodzi do Filipczańskiego Potoku jako jego lewy dopływ powyżej Zazadniej i Drogi Oswalda Balzera. Następuje to na wysokości około 925 m.

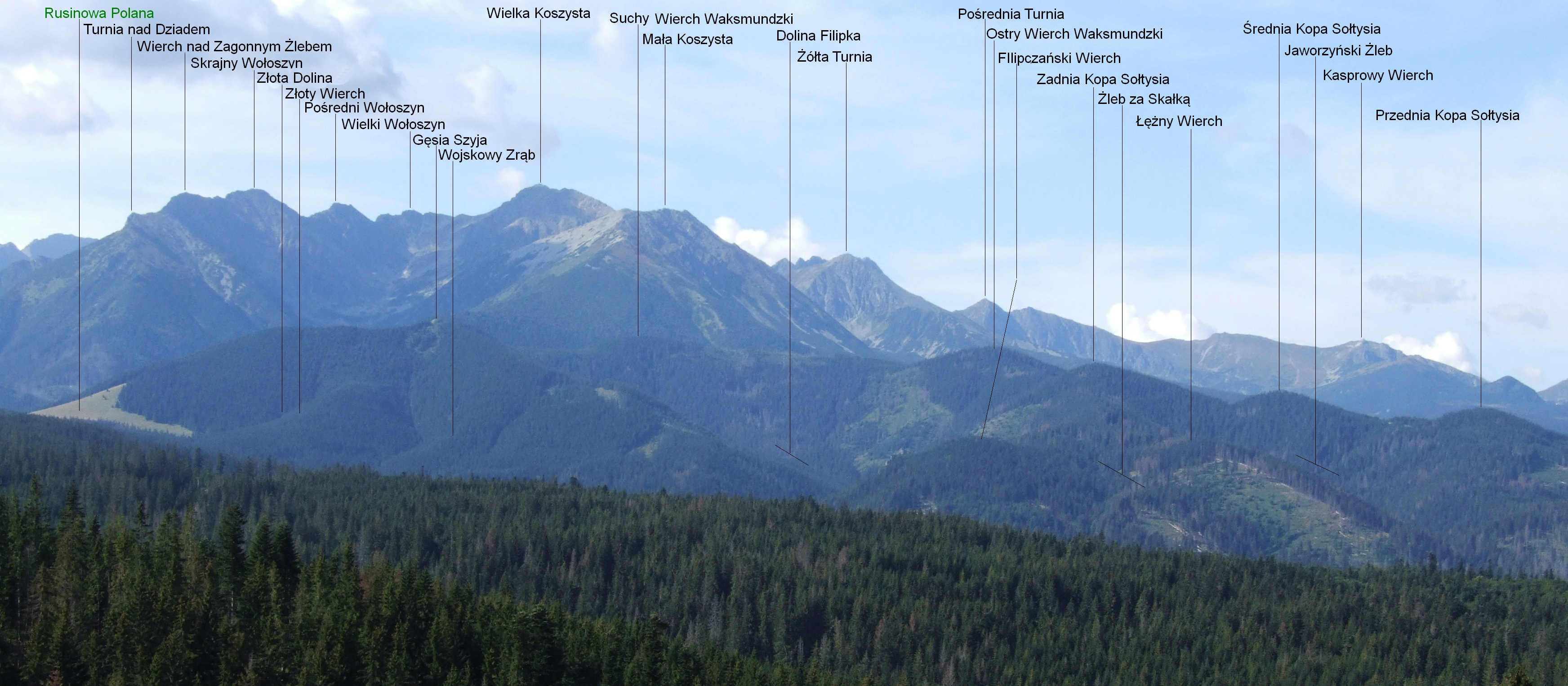
Widok z Głodówki na dolinę Potoku zza Skałki